# فدراسیون فوتبال ارمنستان

لوگوی قدیمی

فدراسیون فوتبال ارمنستان (ارمنی: Հայաստանի Ֆուտբոլի Ֆեդերացիա) نهادی در ارمنستان است که بر برگزاری مسابقات در لیگ برتر فوتبال ارمنستان و جام حذفی فوتبال ارمنستان و تیم ملی فوتبال ارمنستان نظارت دارد و همچنین عضو یوفا و فیفا می‌باشد.

## رئیسان
- نیکلای قازاریان (۱۹۹۲–۱۹۹۴)
- آرمناک سارگسیان (۱۹۹۴–۱۹۹۸)
- سورن آبراهامیان (۱۹۹۸–۲۰۰۲)
- روبن هایراپتیان (۲۰۰۲–۲۰۱۸)
- آرتور وانتسیان (۲۰۱۸–۲۰۱۹)
- آرمن ملیک‌بکیان (۲۰۱۹-اکنون)